# 格拉訥河 (薩訥河支流)
46°47′08″N 7°07′47″E / 46.78556°N 7.12962°E

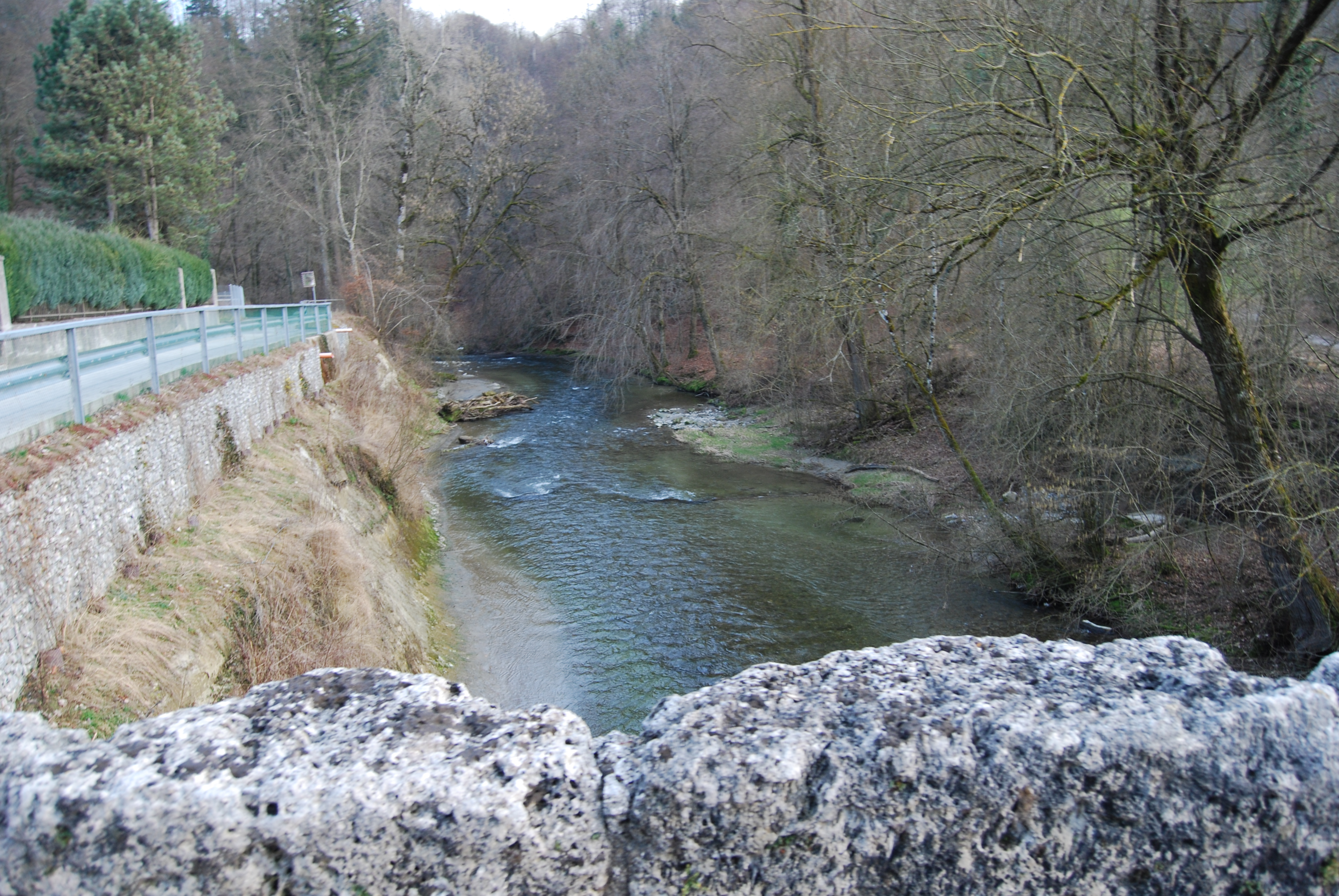

格拉訥河是瑞士的河流，位於該國西部，流經弗里堡州，屬於薩訥河的左支流，河道全長38公里，流域面積193平方公里，河口處在格拉訥河畔維拉爾。